# Montafia (famiglia)
(Anonimo, XIV secolo, tratto da Serafino Grassi, Storia della Città di Asti, Asti, 1894, vol. II, p. 234)
I Montafia furono una famiglia nobile "de hospitio" appartenenti alle casane astigiane.
Ai margini della vita cittadina, sviluppò principalmente i proprii interessi nel contado astigiano svolgendo un'attività prettamente "signorile". Di fazione ghibellina furono legati fino al Quattrocento con i Marchesi di Monferrato. In seguito la famiglia ottenne cariche sotto la dominazione orleanese. Il ramo astigiano si estinse nel 1577.

## Origini e storia
(Francesco Agostino Dalla Chiesa (1593-1662), Descrizione del Piemonte, Manoscritto V, 43 v. XVIII secolo)

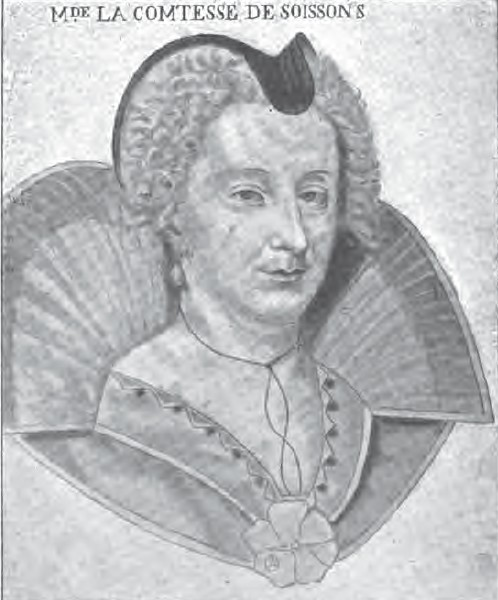
Anna di Montafia

Secondo alcuni autori la famiglia discenderebbe direttamente dai franchi Manfredinghi, il cui capostipite Manfredo fu conte del Sacro Palazzo in Francia nell'VIII secolo.
Un ramo della famiglia, i Variselli, che furono signori di Varisella, Montafia, Tigliole, Roatto, Maretto, Piovà, Cerreto, Castelvecchio e Solbrito si diramarono ad Asti estinguendosi nel 1577 in seguito all'assassinio del conte Lodovico ad Aix-en-Provence, un altro ramo si diramò a Carignano.
Le prime notizie della famiglia, trattano di Guglielmo, signore di Montafia nel 1208 e i suoi figli Ruffino ed Oddone che nel 1268 subentrarono al padre. Giacomo ed Ottone nel 1319 erano al seguito del marchese Teodoro Paleologo durante la convocazione del parlamento di Chivasso.
Obertone di Montafia si comportò valorosamente nella battaglia di Gamenario combattuta dalle truppe di Giovanna d'Angiò contro le quelle del Monferrato. Il Montafia venne anche citato subito dopo Martino di Castellinaldo e prima del siniscalco Reforza d'Agoult, in una romanza, in lingua franco-provenzale, composta alla corte del marchese Giovanni II a commemorazione della battaglia.
et Oberton de Montafie

ou Renforsa forment se fye…»
(Benvenuto San Giorgio,Cronica del Monferrato, La battaglia di Gamenario MCCCXLV)
Nel XV secolo la famiglia si legò agli Orleans, Antonio e Baldovino signori di Roatto e di Maretto, fecero atto di sottomissione a Carlo di Valois, che venne rinnovata nel 1448 dopo la sua liberazione dalle carceri inglesi.

Goffredo di Montafia, fu capitano e Stefano podestà di Cherasco, Giorgio cavaliere gerosolimitano e Antonio di Varisella gran scudiero di Francesco I di Francia nel 1532.
L'ultimo conte, Lodovico, signore di Tigliole, Roatto, Maretto e Bonnétable, barone di Lucé, cavaliere reale, gentiluomo di camera di Enrico III di Francia, si sposò a Parigi con Giovanna di Coesme nel 1574. Tre anni dopo ad Aix, il 6 ottobre 1577, venne assassinato dagli uomini del priore di San Martino. Nel testamento predispose di essere seppellito accanto ai suoi avi astigiani nella cappella di Santa Maddalena in Asti.
Lodovico ebbe due figlie, Urbana ed Anna. La seconda sposò Carlo di Borbone-Soissons, conte di Soissons e duca di Enghien, dal matrimonio la figlia Maria nel 1635 si sposò con Tomaso Francesco di Savoia, quartogenito di Carlo Emanuele I.

## L'attività economica
Famiglia aristocratica, i Montafia in principio vissero sulle rendite dei proprii feudi e solo verso la metà del Trecento cominciarono ad operare anche sul prestito di denaro. Nel 1341, risultano mercatores a Magonza, in Germania.
Crearono alcuni banchi in associazione con gli Ottino, i Roero (ad Aquisgrana nel 1362) e gli Asinari (a Deutz e Oberwesel). Essi rimasero nell'area di Colonia fino al principio del Quattrocento. Tra 1378 e 1468 furono presenti nei banchi di pegno a Maastricht.

## Le abitazioni

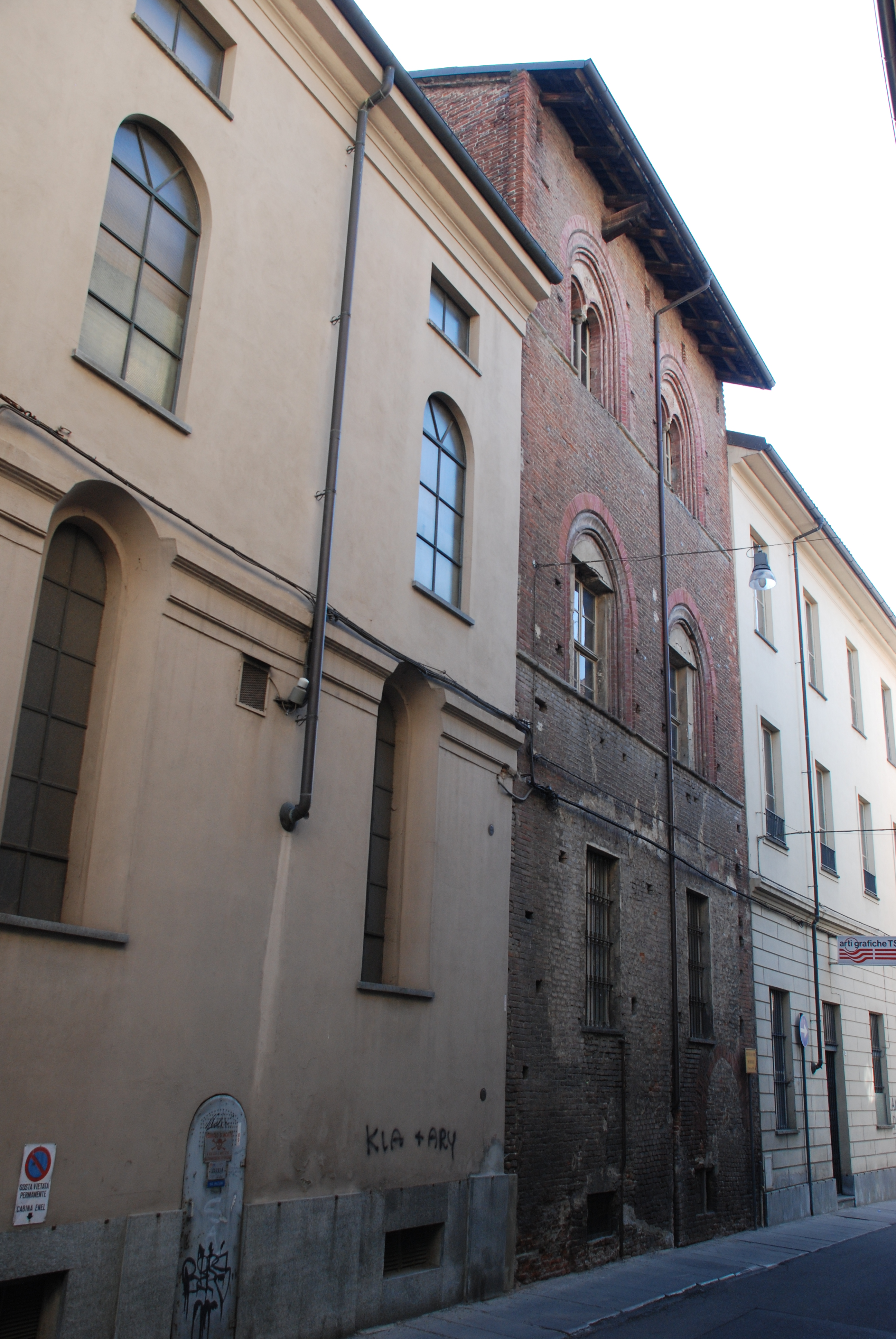
I resti della casatorre dei Montafia (fine del XIII secolo)

Le case dei Montafia in Asti erano ubicate nel rione Cattedrale, nella zona prospiciente il palazzo Malabayla tra le vie Asinari, Malabayla e Mazzini. La torre della famiglia era in via Mazzini e le case giungevano fino in corso Alfieri. La torre alla fine del XVIII secolo venne abbattuta, dato che non ve ne sono tracce nella carta del Theatrum Statuum Sabaudiae.

## Stemma
La bicromia argento-rosso, tra le più presenti in Asti è tradizionalmente utilizzata dalle famiglie legate all'impero e sono anche i primi colori usati dai comuni pedemontani (Asti, Ivrea, Vercelli, Alessandria, Alba).
Scudo: D'argento alla stella di rosso, carica di una mezza luna del campo, montante
Cimiero: un basilisco
Motto: Sic. Fortis. In Fide.
Lo stemma in arenaria presente al museo civico di Torino e prelevato dal castello di Montafia appartenente a Giorgio conte di Varisella da cui discendette Lodovico assassinato ad Aix, presenta alcune varianti con lo stemma antico dei Montafia: una ruota sostituisce la luna crescente e scompare il motto. Alcuni studiosi accamparono la teoria che questo ramo della famiglia era alleata con la famiglia Roero che nel campo rosso presentava tre ruote d'argento.